# Mazzarino
Mazzarino é uma comuna italiana da região da Sicília, província de Caltanissetta, com cerca de 12.421 habitantes. Estende-se por uma área de 293 km², tendo uma densidade populacional de 42 hab/km². Faz fronteira com Barrafranca (EN), Butera, Caltagirone (CT), Caltanissetta, Gela, Niscemi, Piazza Armerina (EN), Pietraperzia (EN), Ravanusa (AG), Riesi, San Cono (CT), San Michele di Ganzaria (CT), Sommatino.

## Demografia
| Variação demográfica do município entre 1861 e 2011                               |
|                                                                                   |
| Fonte: Istituto Nazionale di Statistica (ISTAT) - Elaboração gráfica da Wikipedia |